# دارایی سمی
دارایی سمی (به انگلیسی: Toxic Assets) به آن دسته از دارایی‌های مالی گفته می‌شود، که قابلیت نقدشوندگی آنها، از دست رفته و بازار ثانوی برای معامله آنها نیز بدلیل کمبود تقاضا، دیگر موجود نیست. در مواردی از این چنین معمولاً بازاری برای خرید و فروش این دارایی‌ها موجود نمی‌باشد و نگهداری این نوع دارایی‌ها، بمعنای ضرر قطعی تلقی می‌شود.
واژه "دارایی سمی" در بحران مالی ۲۰۱۲–۲۰۰۷ و پس از آن، مورد استفاده قرار گرفت، که بسیاری از ابزارهای مالی مانند دارایی‌های رهنی و بیمه نامه‌های اوراق قرضه، بازار خرید خود و در نتیجه قابلیت نقد شوندگی خود را از دست دادند و دارندگان آنها ضرر هنگفتی را متحمل شدند.